# Westlich Berus
Das Naturschutzgebiet Westlich Berus liegt auf dem Gebiet der Gemeinde Überherrn im Landkreis Saarlouis im Saarland.
Das Gebiet erstreckt sich westlich von Berus, einem Ortsteil der Gemeinde Überherrn. Am westlichen Rand des Gebietes verläuft die Staatsgrenze zu Frankreich.

## Bedeutung
Das 143 ha große Gebiet ist seit dem 26. Mai 2016 unter der Kennung NSG-N-6706-302 als Naturschutzgebiet ausgewiesen.

## Schutzzweck
Schutzzweck ist die Erhaltung, Wiederherstellung und Entwicklung eines günstigen Erhaltungszustandes, einschließlich der räumlichen Vernetzung, folgender prioritären Lebensraumtypen.
- Lebensraumtyp 6210 Naturnahe Kalk-Trockenrasen und deren Verbuschungsstadien (Festuco-Brometalia), Subtyp 6212 Submediterrane Halb-Trockenrasen (Mesobromion) (besondere Bestände mit bemerkenswerten Orchideen)
- Lebensraumtyp 7220 Kalktuffquellen (Cratoneurion)
- Lebensraumtyp 9180 Schlucht- und Hangmischwälder Tilio-Acerion,
- Lebensraumtyp 3140 Oligo- bis mesotrophe kalkhaltige Gewässer mit benthischer Vegetation aus Armleuchteralgen
- Lebensraumtyp 6510 Magere Flachland-Mähwiesen (Alopecurus pratensis, Sanguisorba officinalis)
- Lebensraumtyp 8210 Kalkfelsen mit Felsspaltenvegetation
- Lebensraumtyp 9110 Hainsimsen-Buchenwald (Luzulo-Fagetum)
- Lebensraumtyp 9130 Waldmeister-Buchenwald (Asperulo-Fagetum),

und der Arten und ihrer Lebensräume:
- 1166 Kammmolch (Triturus cristatus)
- 1193 Gelbbauchunke (Bombina variegata)
- 1060 Großer Feuerfalter (Lycaena dispar)
- 1308 Mopsfledermaus (Barbastella barbastellus)
- 1324 Großes Mausohr (Myotis myotis).

Schutzzweck ist zudem die Erhaltung und Entwicklung der artenreichen Grünland- und Laubwaldkomplexe, die zur Vielfalt, Eigenart und Schönheit des Landschaftsbildes beitragen und einer Vielzahl von teils seltenen und gefährdeten Tier- und Pflanzenarten, wie z. B. Kleiner Abendsegler (Nyctalus leisleri), Braunes Langohr (Plecotus auritus) und Geburtshelferkröte (Alytes obstetricans), einen geeigneten Lebensraum bieten.